# Riddell Akua
Riddell Akua (* 26. Januar 1963) ist ein nauruischer Politiker und war Mitglied des nauruischen Parlaments seit dem 3. Mai 2003. Seither ist er auch Vorsitzender der Nauruan Phosphate Corporation (NPC). Akua gehört der Naoero-Amo-Partei an und war Parlamentssprecher vom 22. Juni bis 1. Oktober 2004. Er wurde bei den Wahlen 2004 wiedergewählt.
Nach der Wiederwahl 2007 wurde er zum Parlamentssprecher ernannt; er legte das Amt jedoch am 18. März 2008 nieder, nachdem die im Dezember abgewählte Gruppierung um Ludwig Scotty ein Misstrauensvotum zu erzwingen versuchte. David Adeang übernahm das Amt überraschenderweise am 20. März 2008. Seit den Neuwahlen am 26. April verfügt die Regierung wieder über eine solide Mehrheit, sodass Akua als Parlamentssprecher wiedergewählt wurde.
Bei der Parlamentswahl 2019 erreichte Akua im Wahlkreis Anabar nur den vierthöchsten Wert bei der Stimmenauszählung und verpasste somit den erneuten Einzug ins Parlament.